# Esso-Raffinerie Köln
Die Esso-Raffinerie Köln war eine der drei Erdölraffinerien in der Stadt Köln. 1982 wurde die Rohölverarbeitung stillgelegt. Der Chemieteil der Raffinerie wurde 1985 außer Betrieb genommen.

## Geschichte
Mitte der fünfziger Jahre erwarb die Esso ein rund 2 Quadratkilometer großes Gelände im Stadtteil Niehl. Neben den Prozessanlagen wurde ein Ölhafen am Rhein sowie Gleisanschlüsse und ein Heizkraftwerk errichtet.
Bei der Inbetriebnahme 1958 war der damalige Wirtschaftsminister Ludwig Erhard anwesend.
1977 wurde rund eine halbe Milliarde DM in das Werk investiert. Es wurde ein moderner Steamcracker der Benzin zu Kunststoffvorprodukte umwandelt errichtet. Eine Stilllegung der Raffinerie wurde schon 1978 durch die Esso geprüft. Die Erdölverarbeitungskapazität der Raffinerie betrug zuletzt 5,7 Millionen Tonnen im Jahr.
Durch sinkenden Verbrauch und Überkapazitäten im Raffineriesektor sah sich die Esso gezwungen die Rohölverarbeitung in Köln einzustellen. Der deutsche Vorstandsvorsitzende der Esso Wolfgang Oehme sicherte im September 1981 zu, dass der Steamcracker weiter betrieben würde. 1985 wurde schließlich der Steamcracker stillgelegt. Ein neuer Steamcracker in Mossmoran, Schottland der Nordseeerdgas verarbeitete ersetzte den Steamcracker in Köln.
Auf der Brachfläche möchte Ford in Zukunft eine Elektroautofabrik errichten.